# Platynochaetus
Platynochaetus is een vliegengeslacht uit de familie van de zweefvliegen (Syrphidae).

## Soorten
- P. macquarti Loew, 1862
- P. rufus Macquart, 1835
- P. setosus (Fabricius, 1794)